# ملوث عضوي ثابت

الدول الأطراف في اتفاقية استكهولم بشأن الملوثات العضوية الثابتة

الملوثات العضوية الثابتة (بالإنجليزية: Persistent organic pollutants POPs) هي نوع من المركبات العضوية المقاومة للتدهور أو الإنحلال البيئي من خلال العمليات الكيميائية والبيولوجية والتحلل الضوئي. وقد لوحظ أنها تستمر في البيئة وذلك بسبب قادرة على الانتقال البعيد المدى، وتتراكم في الأنسجة البشرية والحيوانية
، ولها تأثيرات هامة محتملة على صحة الإنسان والبيئة.
الملوثات العضوية الثابتة كانت ولا زالت تستخدم كمبيدات وأيضاً تستخدم في العمليات الصناعية وفي إنتاج مجموعة من السلع مثل المذيبات، والبولي فينيل كلورايد، والمستحضرات الصيدلانية. وهناك عدد قليل من المصادر الطبيعية للملوثات العضوية الثابتة ولكن يتم إنشاء معظم الملوثات العضوية الثابتة من قبل البشر في الصناعات سواء.

## عواقب الثبات
الملوثات العضوية الثابتة عادةً مركبات عضوية مهلجنة، وبالتالي فهي تنحل بشدة في الدهون. لهذا السبب، فهي تتراكم حيويًا في النسج الدهنية. تشهد المركبات المهلجنة أيضًا استقرارًا كبيرًا يعكس لاتفاعلية روابط كربون-كلور (C-Cl) باتجاه التحلل المائي والتفكك الضوئي. غالبًا ما يتناسب استقرار المركبات العضوية وكونها محبة للدهون طردًا مع ارتفاع محتواها من الهالوجينات، وبالتالي فالمركبات العضوية متعددة الهالوجينات ذات أهمية خاصة. وهي تطبق آثارها السلبية على البيئة عن طريق عمليتين، وهما النقل بعيد المدى، والذي يسمح لها بالانتقال بعيدًا عن مصدرها، والتراكم الحيوي، الذي يعيد تركيز هذه المركبات الكيميائية إلى مستويات قد تكون خطرة. المركبات التي تشكل الملوثات العضوية الثابتة تصنف أيضًا من المواد الثابتة المتراكمة حيويًا والسامة (بّي بي تي) أو المواد الملوثة العضوية الصغرية السامة (تي أو إم بّي).

### النقل بعيد المدى
تدخل الملوثات العضوية الثابتة الطور الغازي في ظل درجات حرارة محيطة معينة وتتطاير من التربة، والغطاء النباتي، والأجسام المائية إلى الغلاف الجوي، مقاومةً تفاعلات التفكك في الهواء، للانتقال لمسافات كبيرة قبل إعادة ترسبها. هذا يؤدي إلى تراكم للملوثات العضوية الثابتة في مناطق بعيدة عن مكان استخدامها أو انبعاثها، وخصوصًا في البيئة التي لم تقدم فيها الملوثات العضوية الثابتة قط كالقارة القطبية الجنوبية، والدائرة القطبية الشمالية. يمكن أن توجد الملوثات العضوية الثابتة على شكل بخار في الغلاف الجوي أو أن ترتبط على سطح جسيمات صلبة (الهباء الجوي). من العوامل المحددة للنقل بعيد المدى النسبة من الملوثات العضوية الثابتة الممتصة من الهباء الجوي. تكون الملوثات العضوية الثابتة في شكلها الممتص -وعلى عكس الطور الغازي- محمية من الأكسدة الضوئية، أي التفكك الضوئي المباشر بالإضافة إلى الأكسدة بجذور الهيدروكسيل OH أو الأوزون.
الملوثات العضوية الثابتة ضعيفة الانحلال في الماء ولكنها سهل الالتقاط من الجسيمات الصلبة، وهي قابلة للانحلال في السوائل العضوية (الزيوت، الدهون، الوقود السائل). لا تتفكك الملوثات العضوية الثابتة بسهولة في البيئة بسبب استقرارها ومعدلات انحلالها المنخفضة. بسبب هذه القدرة على الانتقال بعيد المدى، فإن التلوث البيئي الناتج عن الملوثات العضوية الثابتة واسع الانتشار، حتى في المناطق التي لم تستخدم فيها الملوثات العضوية الثابتة قط، وستبقى في هذه الأوساط البيئية بعد سنوات من القيود المطبقة بسبب مقاومتها للتحلل.

### التراكم الحيوي
يترافق التراكم الحيوي للملوثات العضوية الثابتة عادةً مع القابلية المرتفعة لانحلال المركبات في الدهون وقدرتها على التراكم في الأنسجة الدهنية للكائنات العضوية الحية لفترات طويلة من الزمن. تميل المواد الكيميائية الثابتة لامتلاك تراكيز أعلى وهي تختفي بشكل أبطأ. التراكم الغذائي أو التراكم الحيوي صفة مميزة أخرى للملوثات العضوية الثابتة، فمع ارتقاء الملوثات العضوية الثابتة في السلسلة الغذائية، يزداد تركيزها إذ تعالج وتستقلب في أنسجة معينة من الكائنات العضوية. القدرة الطبيعية للقناة الهضمية للحيوانات تركز المواد الكيميائية المهضومة، إلى جانب الطبيعة الكارهة للماء وضعيفة الاستقلاب للملوثات العضوية الثابتة، تجعل هذه المركبات شديدة القابلية للتعرض للتراكم الحيوي. وبالتالي فإن الملوثات العضوية الثابتة ليست ثابتة في البيئة وحسب، بل أيضًا مع تناولها من قبل الحيوانات التي تراكمها حيويًا، ما يزيد تركيزها وسميتها في البيئة. يشكل كل من التراكم الحيوي والانتقال بعيد المدى للملوثات العضوية الثابتة سببًا لتراكمها في الكائنات العضوية كالحيتان، حتى في المناطق النائية كقارة القطب المتجمد الجنوبي.

## المركبات
في مايو 1995، قررت الأمم المتحدة للبيئة في مجلس إدارة برنامج (GC) البدء في التحقيق بشأن الملوثات العضوية الثابتة، تبدأ في البداية مع قائمة قصيرة من الملوثات العضوية الثابتة 12 التالية، والمعروفة باسم «الدزينة الملوثة»  ألدرين، دي دي تي، ديلدرين، أندرين، سباعي الكلور، سداسي، ميركس، ثنائي الفينيل متعدد الكلور، ثنائي البنزين-P-الديوكسين، ثنائي بنزو متعدد الكلور، والتوكسافين.ومنذ ذلك الحين فقد جرى لتشمل القائمة المقبولة مثل المواد المسببة للسرطان كالهيدروكربونات العطرية متعددة الحلقات (PAHs) وبعض مثبطات اللهب المبرومة، وكذلك بعض المركبات العضوية الفلزية مثل ثلاثي بوتيل القصدير (TBT).
وتصنف أيضا على مجموعة من المركبات التي تشكل الملوثات العضوية الثابتة مثل Persistent, Bioaccumulative and Toxic _PBTs(الثابتة والمتراكمة بيولوجياً والسامة) أو Toxic Organic Micro Pollutants _TOMPs (الملوثات العضوية السمّية الدقيقة).

## الخصائص الكيميائية
من الخصائص الكيميائية للملوثات العضوية الثابتة هو انخفاض ذوبانها في الماء وارتفاع القابلية للذوبان في الدهون، وهي أيضاً شبه متبخرة، وذات أعداد جزيئية عالية. فالملوثات العضوية الثابتة مع الأعداد الجزيئية التي هي أقل من 236 غ / مول تكون أقل سمية وأقل ثباتاً في البيئة ولها آثار أكثر من تلك التي عكسها مع الأعداد الجزيئية العالية
. وكثيرا ما تكون الملوثات العضوية الثابتة مهلجنة وتكون هكذا عادة مع الكلور، وكلما ارتبطت مع الكلور فهي بذلك أكثر قدرة على مقاومة الكسر على مر الزمان. ومن خصائصها الكيميائية قابليتها للذوبان في الدهون والقدرة على الانتقال من خلال أغشية الفسفوليبيد البيولوجية وتراكمها في الأنسجة الدهنية للكائنات الحية.

## أنظر أيضا
- مركز القانون البيئي الدولي
- شبكة إزالة الملوثات الدولية
- الربيع الصامت (كتاب)